# 10. šahovska olimpijada
10. šahovska olimpijada je potekala med 9. in 31. avgustom 1952 v Helsinkih (Finska).
Sovjetska zveza je osvojila prvo mesto, Argentina drugo in SFRJ tretje.
Sodelovalo je 140 šahistov (med njimi 13 velemojstrov in 38 mednarodnih mojstrov) v 25 reprezentancah; odigrali so vseh 740 načrtovanih partij.

## Udeleženci
1. Anglija (Dennis Morton Horne, ...)
2. Argentina (Miguel Najdorf, Héctor Decio Rossetto, Julio Bolbochán, ...)
3. Avstrija (Karl Poschauko, ...)
4. Češkoslovaška (Čeněk Kottnauer, Miroslav Filip, Luděk Pachman, ...)
5. Danska (Harald Enevoldsen, ...)
6. Finska (Eero Böök, Kaarle Ojanen, Aatos Fred, ...)
7. Madžarska (László Szabó, Gedeon Barcza, ...)
8. Jugoslavija (Braslav Rabar, Svetozar Gligorić, ...)
9. Kuba (Rogelio Ortega, Eldis Cobo Arteaga, Juan Carlos Gonzáles, ...)
10. Zahodna Nemčija (Lothar Schmid, Wilfried Lange, Ludwig Rellstab, Rudolf Teschner, ...)
11. Nemška demokratična republika (Hans Platz, ...)
12. Nizozemska (Jan Donner, Theodore Van Scheltinga, ...)
13. Poljska (Bogdan Śliwa, Izaak Grynfeld, Alfred Tarnowski, Andrzej Pytlakowski, ...)
14. Protektorat Saar (Otto Benkner, ...)
15. Sovjetska zveza (Vasilij Smislov, David Bronstein, Efim Geller, Paul Keres, ...)
16. Švedska (Gideon Ståhlberg, Erik Lundin, Gösta Stoltz, Gösta Danielsson, ...)
17. Švica (P. Bachmann, ...)
18. ZDA (Robert Byrne, Samuel Herman Reshevsky, Lawrence Melvyn Evans, Arthur Bernard Bisguier, ...)